# Õngu jõgi
Õngu jõgi är ett 6,8 km långt vattendrag på Dagö i västra Estland. Det ligger i Emmaste kommun i Hiiumaa (Dagö), 150 km väster om huvudstaden Tallinn. Den har sin mynning i bukten Mardihansu laht på Dagös västra utsida mot Östersjön. 
Inlandsklimat råder i trakten. Årsmedeltemperaturen i trakten är 5 °C. Den varmaste månaden är augusti, då medeltemperaturen är 16 °C, och den kallaste är januari, med −4 °C.